# Josip Glasnović
Josip Glasnović (Zagabria, 7 maggio 1983) è un tiratore a volo croato, campione olimpico nel trap maschile alle Olimpiadi di Rio de Janeiro 2016.
È fratello minore di Anton Glasnović, anch'egli tiratore.

## Palmarès

### Individuale
| Anno | Manifestazione | Sede           | Evento | Risultato | Prestazione | Note |
| ---- | -------------- | -------------- | ------ | --------- | ----------- | ---- |
| 2016 | Olimpiadi      | Rio de Janeiro | Trap   | Oro       | 149 pt      |      |